# To Leslie
Pour plus de détails, voir Fiche technique et Distribution.
To Leslie est un film dramatique américain réalisé par Michael Morris (en) et sorti en 2022.
Le film est réalisé d'après un scénario de Ryan Binaco et marque les débuts de Michael Morris en tant que réalisateur. Il met en vedette Andrea Riseborough, Allison Janney, Marc Maron, Andre Royo, Owen Teague, Stephen Root, James Landry Hébert, Catfish Jean et Scott Subiono.
Il est dévoilé en première mondiale au festival South by Southwest le 12 mars 2022 et a connu une sortie limitée le 7 octobre 2022 par Momentum Pictures. Il a reçu des critiques très positives, la performance de Riseborough ayant été largement saluée et soulignée par une nomination pour l'Oscar de la meilleure actrice à la 95e cérémonie des Oscars.

## Fiche technique
- Titre original : To Leslie
- Réalisation : Michael Morris (en)
- Scénario : Ryan Binaco
- Photographie : Larkin Seiple
- Montage : Chris McCaleb
- Musique : Linda Perry
- Costumes : Nancea Ceo
- Direction artistique : Paul Moyle
- Pays de production : États-Unis
- Langue originale : anglais
- Format : couleur
- Genre : drame
- Durée : 119 minutes

- Dates de sortie :  
  - États-Unis : 12 mars 2022

## Distribution
- Andrea Riseborough : Leslie
- Allison Janney : Nancy
- Stephen Root : Dutch
- James Landry Hébert : Pete
- Matt Lauria : Handsome Outlaw
- Marc Maron : Sweeney
- Owen Teague : James
- Andre Royo : Royal
- Mac Brandt : Bert the Bartender
- Tom Virtue : Leslie's Father Raymond
- Alessandra Perez : Little Girl
- Paris Nicole : Young Fiancée
- Stephanie Wong : Abigail
- Lauren Letherer : Leslie's Mother Helen
- Paula Rhodes : Restaurant Single Mother

## Production
En juillet 2019, il a été annoncé qu'Andrea Riseborough avait rejoint le casting du film, avec Michael Morris réalisant à partir d'un scénario de Ryan Binaco. En juin 2020, Allison Janney et John Hawkes ont rejoint le casting du film. En décembre 2020, Marc Maron et Stephen Root ont rejoint le casting du film, Maron remplaçant Hawkes.

## Sortie
Il a eu sa première mondiale à South by Southwest le 12 mars 2022. En septembre 2022, Momentum Pictures a acquis les droits de distribution du film, lui donnant une sortie limitée en salle et en streaming à la demande le 7 octobre 2022 .

## Récompenses et distinctions
| Remise des prix                                         | Date de cérémonie | Catégorie                                   | Destinataire       | Résultat   | Ref.   |
| ------------------------------------------------------- | ----------------- | ------------------------------------------- | ------------------ | ---------- | ------ |
| Oscars                                                  | 12 mars 2023      | Meilleure actrice                           | Andrea Riseborough | En attente | [ 7 ]  |
| Festival international du film de Capri Hollywood       | 2 janvier 2023    | Prix spécial Capri du meilleur long métrage | À Leslie           | Lauréat    | [ 8 ]  |
| Prix de l'Association des critiques de films de Chicago | 14 décembre 2022  | Meilleure actrice                           | Andrea Riseborough | En attente | [ 9 ]  |
| Prix du Festival international du film de Gijón         | 19 novembre 2022  | Meilleur acteur                             | Marc Maron         | Lauréat    | [ 10 ] |
| Prix du Festival international du film de Gijón         | 19 novembre 2022  | Meilleure actrice                           | Andrea Riseborough | Lauréat    | [ 10 ] |
| Prix de l'esprit indépendant                            | 4 mars 2023       | Meilleure performance des prospects         | Andrea Riseborough | En attente | [ 11 ] |
| Prix du Conseil national de révision                    | 8 janvier 2023    | Top 10 des films indépendants               | À Leslie           | Placed     | [ 12 ] |
| Prix du festival du film Raindance                      | 4 novembre 2022   | Film du Festival                            | Michael Morris     | Lauréat    | [ 13 ] |
| Prix du festival du film Raindance                      | 4 novembre 2022   | Meilleure performance                       | Andrea Riseborough | Lauréat    | [ 13 ] |